# Grand Av Arts/Bunker Hill (Metro de Los Ángeles)
Grand Av Arts/Bunker Hill es una estación subterránea perteneciente a las líneas A y E del Metro de Los Ángeles. Fue inaugurada el 16 de junio de 2023 y es administrada por la Autoridad de Transporte Metropolitano del Condado de Los Ángeles.

## Historia
La estación se encuentra localizada en por la calle Broadway en el Centro de Los Ángeles, California. La estación se planeó para ser inaugurada durante 2022 como parte de la extensión Regional Connector, el cual contempla un nuevo túnel con tres nuevas estaciones subterráneas. Dado lo anterior, la línea A se extenderá desde Long Beach hasta Azusa y Pasadena, y la línea E desde Santa Monica hasta el Este de Los Ángeles.  